# Sayaca
Sayaca（さやか）は、東京都出身のタンゴ歌手。
1996年よりタンゴを唄い始め、2002年より単独でブエノスアイレスに在住、2008年に帰国。これまで世界各地のタンゴフェスティバルに出演。企業向け英語・異文化等のグローバル研修講師業を兼ねながら、独自のペースとスタイルで音楽活動を続けている。

## 来歴
商社マンの父親の仕事で、幼児期よりニューヨーク、北中南米の国々、リマ、メキシコシティで過ごす。父親の影響で、タンゴやジャズ等を聴きながら育つ。文化学院高等課程英語科、および上智大学比較文化学部卒業。
クラシックバレエ、絵画、ヴァイオリン、ピアノ、フラメンコ舞踏に親しんだ後の1996年、京都のタンゴアンサンブル「アストロリコ」にスカウトされ歌手デビュー。
1996年9月にウルグアイで行われた「第3回世界タンゴサミット」・南米4か国に渡るツアーにアストロリコと共に出演。同時期に「小松真知子とタンゴクリスタル」との活動を開始。
国内外での様々なライブ・コンサート参加後、2002年から2008年までブエノスアイレスに在住。その期間、アストル・ピアソラ元夫人アメリタ・バルタール、パトリシア・アンドラーデ、ギジェルモ・フェルナンデス、リディア・ボルダ、ノラ・ファイマンに師事。
2004年、第6回ブエノスアイレス タンゴフェスティバル出演。
2005年、第1回世界タンゴフェスティバル（アルゼンチン、サンルイス）出演。
2006年 初のソロアルバム「Cada vez que me recuerdes」（邦題：私を想いしてくれる度に）をディエゴ・スキーシー（pf）、カルロス・コラーレス（vn）と共に現地録音。 アルゼンチンのタンゴレーベル最大手EPSA musicと契約。
2007年1月、第7回世界タンゴサミット（チリ、バルパライソ）出演。2月、第9回ブエノスアイレス タンゴフェスティバル出演。
2008年 タンゴユニット・2 x 4 Tokio（ドス・ポル・クワトロ・トキオ）のリードメンバーとして、ブエノスアイレス市内La Casa del Tango・フェルナンデス・ブランコ博物館でのコンサートに参加。
2009年、第8回世界タンゴサミット（アルゼンチン、バリローチェ）に、2 x 4 Tokioとして出演。ブエノスアイレス市内のBar Sur・Biblioteca Nacionálでのライブ・コンサートに参加。帰国後、一時活動を休止するが、2011年より活動再開。
2011年、小松亮太 が挑んだブエノスアイレスのマリア （ピアソラ／フェレール）の マリア代役に抜擢されるが、公演は延期。
2013年より小松亮太・ブエノスアイレスのマリア・日本人キャスト版 マリア役で参加。
2016年、テレビ朝日「題名のない音楽会」に出演。Trio Celeste とのユニットアルバム「Trio Celeste & Sayaca」録音、発表。
2018年、ソロアルバム「Cada vez que me recuerdes」の日本盤「私を想い出してくれる度に」を再リリース。

## ディスコグラフィー

### アルバム
参加作品
- 日本からブエノスアイレスへ... （オルケスタ・アストロリコ）
- Baile de Tango（小松真知子&タンゴクリスタル）
- Tierra querida（青木菜穂子）
- Trio Celeste & Sayaca（Trio Celeste & Sayaca）

自作作品
- Cada vez que me recuerdes（Sayaca）
- 私を想い出してくれる度にｰCada vez que me recuerdes 日本盤-（Sayaca）